# Hermes Ramírez
Pour les articles homonymes, voir Ramírez.
Ramírez  Limonta est un nom espagnol. Le premier nom de famille, en général paternel, est Ramírez ; le second, en général maternel, souvent omis, est Limonta.
Hermes Juliàn Ramírez Limonta, en espagnol : Hermes Julián Ramírez Limonta, né le 7 janvier 1948 à Guantánamo et mort à La Havane le 4 septembre 2024, est un athlète cubain, actif entre 1962 et 1976.
Il obtient son meilleur résultat aux Jeux olympiques d'été de 1968 à Mexico, lorsqu'il remporte l'argent en relais 4 × 100 m avec ses compatriotes Juan Morales, Pablo Montes et Enrique Figuerola derrière le relais américain.
Il devient ensuite entraîneur de force et de conditionnement, et professeur d'éducation physique et sportive.

## Palmarès

### Jeux olympiques d'été
- Jeux olympiques d'été de 1968 à Mexico ( Mexique)
  -  Médaille d'argent en relais 4 × 100 m
- Jeux olympiques d'été de 1972 à Munich ( Allemagne de l'Ouest)
  - éliminé en demi-finale du relais 4 × 100 m